# Hanns Martin Schmidramsl
Hanns Martin Schmidramsl (* 11. Januar 1917 in München; † 7. November 1991 in Eichstätt) war ein deutscher Politiker (CSU).

## Leben
Schmidramsl absolvierte das Humanistische Gymnasium in Metten und studierte Geschichte, Philosophie und Pädagogik. Von 1940 bis 1945 nahm er am Zweiten Weltkrieg teil, wo er zu 60 Prozent versehrt wurde. Ab 1946 war er wieder in der Jugend- und Familienarbeit des Bistums Eichstätt und in Bayern tätig. Er war Jugendleiter der gesamten Katholischen Jugend Bayerns und Referent für Jugend- und Laienarbeit. 1954 wurde er Vorsitzender des Kreis-Verbands der Kriegsbeschädigten, Kriegshinterbliebenen und Sozialrentner in Eichstätt.
Von 1950 bis 1974 war Schmidramsl Mitglied des Bayerischen Landtags. Er wurde dabei stets direkt gewählt. Sein Stimmkreis hieß zunächst Eichstätt-Stadt und -Land, Hilpoltstein, später hieß er Eichstätt-Stadt und -Land, Weißenburg in Bayern-Stadt und -Land.
Am 13. Januar 1964 wurde er mit dem Bayerischen Verdienstorden ausgezeichnet.